# Eupithecia subdeverrata
Eupithecia subdeverrata är en fjärilsart som beskrevs av András Vojnits 1975. Eupithecia subdeverrata ingår i släktet Eupithecia och familjen mätare. Inga underarter finns listade i Catalogue of Life.